# The Muppets (trilha sonora)
The Muppets: An Original Walt Disney Records Soundtrack é a trilha sonora do filme de mesmo nome, lançado pela Walt Disney Records nos Estados Unidos em 22 de novembro de 2011. A trilha sonora apresenta cinco canções originais, quatro regravações e remasterizações de canções populares dos Muppets (The Muppet Show Theme, Rainbow Connection, e Mah Nà Mah Nà) duas versões cover de canções existentes (Forget You, de Cee Lo Green e Smells Like Teen Spirit, de Nirvana), duas canções independentes (Me and Julio Down by the Schoolyard, de Paul Simon e We Built This City, de Starship), e quinze faixas de diálogo. 
Também inclui a canção Man or Muppet, que ganhou o Oscar de Melhor Canção Original. A trilha sonora também foi indicada para Melhor Compilação Trilha sonora para mídia visual no 55º Grammy Awards.
Uma versão em espanhol da trilha sonora foi lançada como Los Muppets: Banda Sonora Original de Walt Disney Records em 6 de dezembro de 2011. A versão em espanhol recebeu uma indicação de Prêmio Grammy Latino para Álbum Infantil Latino do Ano no 13º Grammy Latino de 2012.

## Lista de faixas
| N.º            | Título                                                         | Compositor(es)                                                                   | Intérprete(s)                                                                       | Duração |  |
| 1.             | "The Muppet Show Theme" (apresentado por Joanna Newsom)        | Sam Pottle Jim Henson                                                            | Os Muppets                                                                          | 00:51   |  |
| 2.             | "Muppet Studios, I Can't Believe It (Dialogue)"                |                                                                                  | Walter                                                                              | 00:04   |  |
| 3.             | "Life's a Happy Song" (apresentando por Feist e Mickey Rooney) | Bret McKenzie                                                                    | Jason Segel, Amy Adams e Walter                                                     | 04:29   |  |
| 4.             | "I Haven't Seen the Old Gang (Dialogue)"                       |                                                                                  | Kermit, o Sapo e Jason Segel                                                        | 00:20   |  |
| 5.             | "Pictures in My Head" (produzido por Bret McKenzie)            | Jeannie Lurie Aris Archontis Chen Neeman                                         | Kermit, o Sapo e os Muppets                                                         | 02:36   |  |
| 6.             | "We Drive (Dialogue)"                                          |                                                                                  | Kermit, o Sapo e Walter                                                             | 00:11   |  |
| 7.             | "Me and Julio Down by the Schoolyard"                          | Paul Simon                                                                       | Simon                                                                               | 02:42   |  |
| 8.             | "That Spells Reno (Dialogue)"                                  |                                                                                  | Robô dos Anos 80 e Amy Adams                                                        | 00:18   |  |
| 9.             | "Rainbow Connection (Moopets Version)"                         | Paul Williams Kenneth Ascher                                                     | Urso Fozzie e os Moopets                                                            | 01:02   |  |
| 10.            | "Welcome Back (Dialogue)"                                      |                                                                                  | Kermit, o Sapo, Urso Fozzie, Walter e Dr. Dentuço                                   | 00:20   |  |
| 11.            | "We Built This City"                                           | Bernie Taupin Martin Page Dennis Lambert Peter Wolf                              | Starship                                                                            | 04:54   |  |
| 12.            | "Party of One (Dialogue)"                                      |                                                                                  | Sarah Silverman e Amy Adams                                                         | 00:09   |  |
| 13.            | "Me Party"                                                     | Bret McKenzie Paul Roemen                                                        | Amy Adams e Miss Piggy                                                              | 01:53   |  |
| 14.            | "We Humbly Ask (Dialogue)"                                     |                                                                                  | Kermit, o Sapo e Chris Cooper                                                       | 00:09   |  |
| 15.            | "Let's Talk About Me" (apresentando por Nathan Pacheco)        | Ali Dee Theodore Bret McKenzie                                                   | Chris Cooper                                                                        | 02:33   |  |
| 16.            | "The Answer is No (Dialogue)"                                  |                                                                                  | Chris Cooper e Kermit the Frog                                                      | 00:06   |  |
| 17.            | "Are You a Man or a Muppet? (Dialogue)"                        |                                                                                  | Amy Adams                                                                           | 00:08   |  |
| 18.            | "Man or Muppet"                                                | Bret McKenzie                                                                    | Jason Segel e Walter com Muppet Gary e Jim Parsons                                  | 02:58   |  |
| 19.            | "Down at the Ole Barbershop (Dialogue)"                        |                                                                                  | Kermit, o Sapo                                                                      | 00:07   |  |
| 20.            | "Smells Like Teen Spirit"                                      | Kurt Cobain Dave Grohl Krist Novoselic                                           | The Muppets Barbershop Quartet (Beaker, Link Hogthrob, Rowlf, o Cão e Sam, a Águia) | 02:23   |  |
| 21.            | "Princesses of Poultry (Dialogue)"                             | Christopher "Brody" Brown Peter Hernandez CeeLo Green Philip Lawrence Ari Levine | Kermit, o Sapo                                                                      | 00:06   |  |
| 22.            | "Forget You"                                                   |                                                                                  | Camilla e as Galinhas                                                               | 02:59   |  |
| 23.            | "It's Time for Our Song (Dialogue)"                            |                                                                                  | Kermit, o Sapo e Miss Piggy                                                         | 00:04   |  |
| 24.            | "Rainbow Connection"                                           | Paul Williams Kenneth Ascher                                                     | Kermit, o Sapo, Miss Piggy, e os Muppets                                            | 03:09   |  |
| 25.            | "Get Out There and Help Those Guys (Dialogue)"                 |                                                                                  | Jason Segel                                                                         | 00:06   |  |
| 26.            | "The Whistling Caruso"                                         | Andrew Bird                                                                      | Walter                                                                              | 00:15   |  |
| 27.            | "How Charming, a Finale (Dialogue)"                            |                                                                                  | Uncle Deadly                                                                        | 00:06   |  |
| 28.            | "Life's a Happy Song (Finale)"                                 | Bret McKenzie                                                                    | Os Muppets, Jason Segel, Amy Adams, and Chris Cooper                                | 02:23   |  |
| 29.            | "Mary, Marry Me (Dialogue)"                                    |                                                                                  | Jason Segel e Amy Adams                                                             | 00:09   |  |
| 30.            | "Mahna Mahna"                                                  | - Piero Umiliani - George Shearing - George David Weiss                          | Mahna Mahna and the Snowths                                                         | 02:05   |  |
| Duração total: | Duração total:                                                 | Duração total:                                                                   | Duração total:                                                                      | 40:05   |  |

## Edição brasileira
No Brasil, foi lançado sob título Os Muppets (Trilha Sonora Original Walt Disney Records) em dezembro de 2011 pela Walt Disney Records.
| N.º            | Título                                                        | Compositor(es)                                                                   | Intérprete(s)                                                                       | Duração |  |
| 1.             | "O Tema dos Muppets"                                          | Sam Pottle Jim Henson                                                            | Os Muppets, Pavlos Ethimiou e Félix Ferrà                                           | 00:51   |  |
| 2.             | "Os Estúdios dos Muppets, Eu Nem Acredito (Diálogo)"          |                                                                                  | Walter                                                                              | 00:04   |  |
| 3.             | "A Vida é uma Canção"                                         | Bret McKenzie                                                                    | Walter, Jill Viegas e Sylvia Salustti                                               | 04:35   |  |
| 4.             | "Eu Não Veja a Velha Turma (Diálogo)"                         |                                                                                  | Kermit, o Sapo e Alexandre Moreno                                                   | 00:20   |  |
| 5.             | "Só me Resta Recordar"                                        | Jeannie Lurie Aris Archontis Chen Neeman                                         | Kermit, o Sapo e os Muppets                                                         | 02:36   |  |
| 6.             | "Vamos de Carro (Diálogo)"                                    |                                                                                  | Kermit, o Sapo e Walter                                                             | 00:11   |  |
| 7.             | "Me and Julio Down by the Schoolyard"                         | Paul Simon                                                                       | Paul Simon                                                                          | 02:42   |  |
| 8.             | "Se Soletra Reno (Diálogo)"                                   |                                                                                  | Robô dos Anos 80 e Andrea Murucci                                                   | 00:18   |  |
| 9.             | "Conexão do Arco-Íris – Cassino Pachulo (Versão dos Moopets)" | Paul Williams Kenneth Ascher                                                     | Urso Fozzie e os Moopets                                                            | 01:02   |  |
| 10.            | "Bem Vindos de Volta (Diálogo)"                               |                                                                                  | Kermit, o Sapo, Urso Fozzie, Walter e Dr. Dentuço                                   | 00:20   |  |
| 11.            | "We Built This City"                                          | Bernie Taupin Martin Page Dennis Lambert Peter Wolf                              | Starship                                                                            | 04:54   |  |
| 12.            | "Grupo de Um (Diálogo)"                                       |                                                                                  | Andrea Murucci e Flávia Saddy                                                       | 00:09   |  |
| 13.            | "Festa Só Pra Mim"                                            | Bret McKenzie Paul Roemen                                                        | Sylvia Salustti e Miss Piggy                                                        | 01:53   |  |
| 14.            | "Pedimos Humildemente (Diálogo)"                              |                                                                                  | Kermit, o Sapo e Raul Veiga                                                         | 00:09   |  |
| 15.            | "Vamos Falar Sobre Mim"                                       | Ali Dee Theodore Bret McKenzie                                                   | Élcio Romar e Raul Veiga                                                            | 02:33   |  |
| 16.            | "A Resposta é Não (Diálogo)"                                  |                                                                                  | Kermit, o Sapo e Raul Veiga                                                         | 00:06   |  |
| 17.            | "Você é um Homem ou Um Muppet? (Diálogo)"                     |                                                                                  | Andrea Murucci                                                                      | 00:08   |  |
| 18.            | "Homem ou Muppet?"                                            | Bret McKenzie                                                                    | Walter, Jill Viegas e Raul Veiga                                                    | 02:58   |  |
| 19.            | "Nos Tempos da Velha Barbearia (Diálogo)"                     |                                                                                  | Kermit, o Sapo, Jill Viegas e Raul Veiga                                            | 00:07   |  |
| 20.            | "Smells Like Teen Spirit"                                     | Kurt Cobain Dave Grohl Krist Novoselic                                           | The Muppets Barbershop Quartet (Beaker, Link Hogthrob, Rowlf, o Cão e Sam, a Águia) | 02:23   |  |
| 21.            | "Princesas do Galinheiro (Diálogo)"                           | Christopher "Brody" Brown Peter Hernandez CeeLo Green Philip Lawrence Ari Levine | Kermit, o Sapo                                                                      | 00:06   |  |
| 22.            | "Forget You"                                                  |                                                                                  | Camilla e as Galinhas                                                               | 02:59   |  |
| 23.            | "Tá na Hora da Nossa Canção (Diálogo)"                        |                                                                                  | Kermit, o Sapo e Miss Piggy                                                         | 00:04   |  |
| 24.            | "Conexão do Arco-Íris"                                        | Paul Williams Kenneth Ascher                                                     | Kermit, o Sapo, Miss Piggy, e os Muppets                                            | 03:09   |  |
| 25.            | "Você Tem Que Ir Lá Ajudar o Pessoal (Diálogo)"               |                                                                                  | Alexandre Moreno                                                                    | 00:06   |  |
| 26.            | "The Whistling Caruso"                                        | Andrew Bird                                                                      | Walter                                                                              | 00:15   |  |
| 27.            | "Que Lindo Um Encerramento (Dialogue)"                        |                                                                                  | Tio Deadly                                                                          | 00:06   |  |
| 28.            | "A Vida é uma Canção (Final)"                                 | Bret McKenzie                                                                    | Os Muppets, Walter e Coral                                                          | 02:23   |  |
| 29.            | "Mary, você quer casar comigo? (Diálogo)"                     |                                                                                  | Alexandre Moreno e Andrea Murucci                                                   | 00:09   |  |
| 30.            | "Mahna Mahna"                                                 | - Piero Umiliani - George Shearing - George David Weiss                          | Mahna Mahna and the Snowths                                                         | 02:05   |  |
| Duração total: | Duração total:                                                | Duração total:                                                                   | Duração total:                                                                      | 40:05   |  |